# Ulysses (Hörspiel)
Ulysses ist der Titel einer Hörspielfassung des gleichnamigen Romans des irischen Schriftstellers James Joyce aus dem Jahr 1922. Bei der Produktion des Südwestrundfunk (2012) führte Klaus Buhlert Regie. Ulysses ist mit einer Laufzeit von mehr als 22 Stunden das bis dahin längste Hörspiel des SWR und eine der aufwändigsten Hörspielproduktionen der ARD. Erstmals ausgestrahlt wurde es zur Feier des Bloomsday von 8.00 Uhr am Morgen des 16. Juni 2012 bis 6.00 Uhr des folgenden Tages auf SWR2 und mehrere Stunden im Deutschlandfunk. Am gleichen Tag wurde es als Hörbuch auf 23 Audio-CDs beim Hörverlag veröffentlicht. An der Produktion wirkten zahlreiche namhafte Schauspieler des deutschen Theaters und Films mit.

## Der Roman von James Joyce

James Joyce ca. 1904

Ulysses (englisch und lateinisch für Odysseus) gilt als das bedeutendste Werk von James Joyce, richtungsweisend für den modernen Roman und wurde „zum ‚Jahrhundertroman‘ stilisiert“ – wie es der Joyce-Experte Fritz Senn im Begleittext zum Hörbuch ausdrückte. Joyce beschreibt im Ulysses in 18 stilistisch extrem unterschiedlichen Episoden einen Tag – den 16. Juni 1904 – im Leben des Leopold Bloom, jüdischer Anzeigenakquisiteur bei einer Dubliner Tageszeitung, und des jungen Schriftstellers und Aushilfslehrers Stephen Dedalus. In Anlehnung an Homers Irrfahrten des Odysseus beschreibt er die alltäglichen Wege seiner Protagonisten durch Dublin. Die Kapitel haben im Originaltext zwar keine Überschriften, doch wurden sie später mit Figuren der Odyssee in Verbindung gebracht und benannt. Joyce schildert nicht nur die äußeren Geschehnisse, sondern ausführlich auch die Gedanken seiner Protagonisten mit allen ihren Assoziationen, Erinnerungsfetzen und Vorstellungen in Form des Inneren Monologs. Dieses Stilelement, der so genannte „stream of consciousness“ (Bewusstseinsstrom) wurde im Ulysses zum ersten Mal zentrales Gestaltungselement eines literarischen Werkes. Das vollständige Werk erschien erstmals 1922 auf Englisch und 1927 in deutscher Sprache. 1975 übersetzte Hans Wollschläger den Roman in einer von der Kritik hoch gelobten Fassung erneut ins Deutsche. Diese im Suhrkamp Verlag veröffentlichte Fassung diente als Grundlage der Hörspielbearbeitung.

## Frühere Bearbeitungen und lizenzrechtliche Einschränkungen vor 2012
Eine vollständige und textnahe Übertragung des Ulysses in andere Medien gestaltet sich durch Form, Struktur, Umfang und Stil des Romans zwangsläufig schwierig. Über die britische Verfilmung aus dem Jahr 1967 von Joseph Strick urteilte Sönke Krüger beispielsweise, sie sei „gescheitert an der Unverfilmbarkeit“. Bereits 1982 hatte der irische Rundfunk RTÉ eine erfolgreiche englischsprachige Hörspielfassung bzw. Lesung des Romans produziert, die auch im deutschen Radioprogramm auszugsweise gesendet wurde. Doch weitere Anfragen zu Bearbeitungen und Adaptionen des Stoffes scheiterten am internationalen Lizenzrecht und der teilweise restriktiven literarischen Nachlassverwaltung des alleinigen James-Joyce-Erben Stephen James Joyce. Erst nach dem 70. Todestag des Autors am 13. Januar 2011 lief die Schutzfrist seines Werks am 31. Dezember 2011 ab und der Weg zu einem Großprojekt dieses Ausmaßes wurde frei, nachdem der Suhrkamp Verlag als Inhaber der Rechte an der Übersetzung seine Einwilligung gegeben hatte.

## Hörspielfassung
Jedes der 18 Kapitel des Ulysses ist in einer eigenen literarischen Form gehalten. Dies reicht von der „einfachen“ Erzählung im ersten Kapitel, über den ausschließlichen (männlichen) Inneren Monolog bis zum Katechismus (persönlich und unpersönlich) oder dem (weiblichen) Inneren Monolog von Leopold Blooms untreuer Gattin Molly im letzten Kapitel, bei dem ihre Gedanken zeitlos und von einem Mann zum andern ohne Punkt und Komma in acht langen Sätzen ineinandergreifen. Dabei erweist sich der Roman mit seinen vielen Parodien und Sprachspielen als nahezu ideal für eine Hörspielfassung. „Hundertfünfzig Seiten des Romans wurden bereits von Joyce als eine Art Hörspiel geschrieben: das Circe-Kapitel, ein phantasmagorisches Traumspiel im Bordellviertel, Dramen-Text mit absurd ausführlichen Regieanweisungen.“ Zahlreiche Passagen werden durch die Adaption für den Leser beziehungsweise Hörer wesentlich verständlicher. „Stimmen, Musik, Motivarbeit: Mit diesen Mitteln zieht Regisseur Buhlert Fäden durchs Labyrinth, öffnet Zugänge auch in die hermetischen Partien, darunter das Sirenen-Kapitel, ein opernhaft komponierter Text voller Lautmalerei und Gesang, Literatur als Arie.“ In der Hörspielfassung wurden Kürzungen vorgenommen. Dies sind Kürzungen, „die sich aus der Logik des Textes entwickeln und die unumkehrbare Linearität des Akustischen berücksichtigen. Der Kürzungsfaktor schwankt je nach Kapitel, um die literarische Komplexität in eine akustisch erfahrbare Wirklichkeit zu überführen. Bei den Kapiteln Skylla und Charybdis sowie Die Rinder des Sonnengottes schien uns dies nur über eine radikale Verdichtung möglich.“ schreibt Manfred Hess, der Chefdramaturg beim Hörspiel des SWR.

### Mitwirkende
- Hörspielbearbeitung, Musik und Regie: Klaus Buhlert
- Dramaturgie: Manfred Hess
- Erzähler: Manfred Zapatka, Corinna Harfouch, Jürgen Holtz, Thomas Thieme, Werner Wölbern, Rufus Beck, Graham Valentine
- Leopold Bloom: Dietmar Bär
- Molly Bloom: Birgit Minichmayr
- Stephen Dedalus: Jens Harzer
- Simon Dedalus: Ernst Stötzner
- Buck Mulligan: Werner Wölbern
- Gerty MacDowell: Anna Thalbach
- Joe Hynes: Josef Bierbichler
- und zahlreiche andere

## Rezeption
Die Reaktionen der Medien und Kritiker waren durchweg positiv.
Die FAZ-Kritikerin Sandra Kegel schrieb: „In zweieinhalb Jahren mühevoller Arbeit und mit Hilfe der renommiertesten Schauspieler des Landes, darunter Manfred Zapatka, Dietmar Bär, Corinna Harfouch, Thomas Thieme, Birgit Minichmayr, Anna Thalbach, Josef Bierbichler und Ernst Stötzner, hat der Sender die erste Hörspielbearbeitung des kanonischen Werks vorgelegt. […] Nach 22 Stunden Hörerlebnis lässt sich sagen: Dem Regisseur Klaus Buhlert, der auch den Text bearbeitet und die Musik komponiert hat, ist ein akustisches Glanzstück geglückt, das durch viel mehr als nur monumentale Größe besticht. Dieser dem Hörfunk ureigenen Kunstform gelingt es hier tatsächlich, das bisweilen schwer greifbare Buch mit all seiner brodelnden Innenwelt durch Inszenierung lebendig werden zu lassen. Man muss den ‚Ulysses‘ vielleicht nicht lesen, aber man sollte ihn unbedingt hören.“
Stefan Fischer schrieb in der Süddeutschen Zeitung: „Was er sendete, war klüger, aufregender, moderner als vieles, was sonst den lieben Tag im Kulturradio läuft.“ Zugleich wies er darauf hin, dass diese Hörfassung mit einem Schlag weitaus mehr Menschen erreicht habe, „als in den vergangenen zehn Jahren den Roman gelesen haben“.
Wie Sandra Kegel hob auch Christian Berndt die für den Hörer verhältnismäßig leichte Verständlichkeit und den Humor der Hörspielfassung hervor. Berndt schrieb: „Akademisch ist das ‚Ulysses‘-Hörspiel nicht geworden – Buhlert, der auch die Musik komponiert hat, setzt den Text, den ein hochkarätiges Schauspielerensemble – unter anderem Manfred Zapatka, Milan Peschel und Josef Bierbichler – spricht, nicht nur mit dampfender Sinnlichkeit, sondern auch mit teils derbe[m], teils schlitzohrige[m] Humor um.“
Die Leistung der Sprecher würdigte ausdrücklich Christian Thomas: „In der Hörspielproduktion des SWR und des Deutschlandfunks entpuppt sich dieser Großstadtroman als eine grandiose Verdichtung von Stimmen. Corinna Harfouch ist als Erzählerin die Strippenzieherin einer allwissenden List und Intrige, Jürgen Holtz personifiziert als allwissender Erzähler genervte Ungeduld. Anna Thalbach ist eine gute Fee der Anzüglichkeit, sie alle verleihen dem, was schriftlich vorliegt auf rund tausend Seiten, und das ist das ganze Geheimnis dieser grandiosen Produktion, die Illusion spontaner Mündlichkeit.“

## Auszeichnungen
- Deutscher Hörbuchpreis 2013 in der Kategorie „Bestes Hörspiel“[9]

## CD-Ausgabe
- Ulysses. Hörspiel. 23 CDs (ca. 1290 Min.) + Booklet. Hörspielbearb., Regie und Musik: Klaus Buhlert. Aus dem Engl. von Hans Wollschläger. Dramaturgie: Manfred Hess. SWR2, Deutschlandfunk. Der Hörverlag, München 2012, ISBN 978-3-86717-846-4.